# Platytaenia heterodonta
Platytaenia heterodonta är en flockblommig växtart som beskrevs av Jevgenij Korovin. Platytaenia heterodonta ingår i släktet Platytaenia och familjen flockblommiga växter. Inga underarter finns listade i Catalogue of Life.